# Paphiopedilum fanaticum
Paphiopedilum fanaticum là một loài thực vật có hoa trong họ Lan. Loài này được Koop. & N.Haseg. mô tả khoa học đầu tiên năm 1992.